# Azamat Bajmatov
Azamat Bajmatov (in kirghiso Азамат Байматов?; Oš, 3 dicembre 1989) è un ex calciatore kirghiso, di ruolo difensore.